# Klaus-Peter Creter
Klaus-Peter Creter (* 8. April 1943 in Gera) ist ein deutscher Politiker (CDU).
Creter besuchte die Grund- und Abendschule in Gera. Nach dem Erreichen der mittleren Reife wurde er in den Wehrdienst eingezogen. 1967 begann er die Lehre als Elektromonteur, daraufhin legte er den dazugehörigen Meisterkurs ab. Es folgte ein Fernstudium zum Elektroingenieur an der Ingenieurschule Hermsdorf.
Der Diplom-Ingenieur arbeitete als Elektromonteur und war bis 1989 als Elektromeister und Abteilungsleiter in der Werkzeugmaschinenfabrik Union in Gera aktiv. Daraufhin war er stellvertretender Vorsitzender der Handwerkskammer des Bezirkes Gera, nach der Wende wurde er Geschäftsführer der Handwerkskammer für Ostthüringen in Gera, 1995 deren Hauptgeschäftsführer. 2008 wurde er in den Ruhestand verabschiedet.
Creter trat 1972 der DDR-CDU bei, deren Ortsvorsitzender, später stellvertretender Kreisvorsitzender und von 1989 an Kreisvorsitzender in der Stadt Gera er war. 1990 wurde er in die letzte Volkskammer gewählt, danach gehörte er dem Bundestag für drei Monate an. 1994 wurde er Mitglied des Geraer Stadtrats.
Creter ist verheiratet und Vater dreier Kinder.

## Auszeichnungen
- Dezember 2008: Bundesverdienstkreuz am Bande